# Bru (eau minérale)
Pour les articles homonymes, voir Bru.
La Bru est une marque d'eau minérale commercialisée en Belgique, prenant sa source dans la commune de Stoumont. Elle fait aujourd'hui partie du groupe Spadel.

## Historique

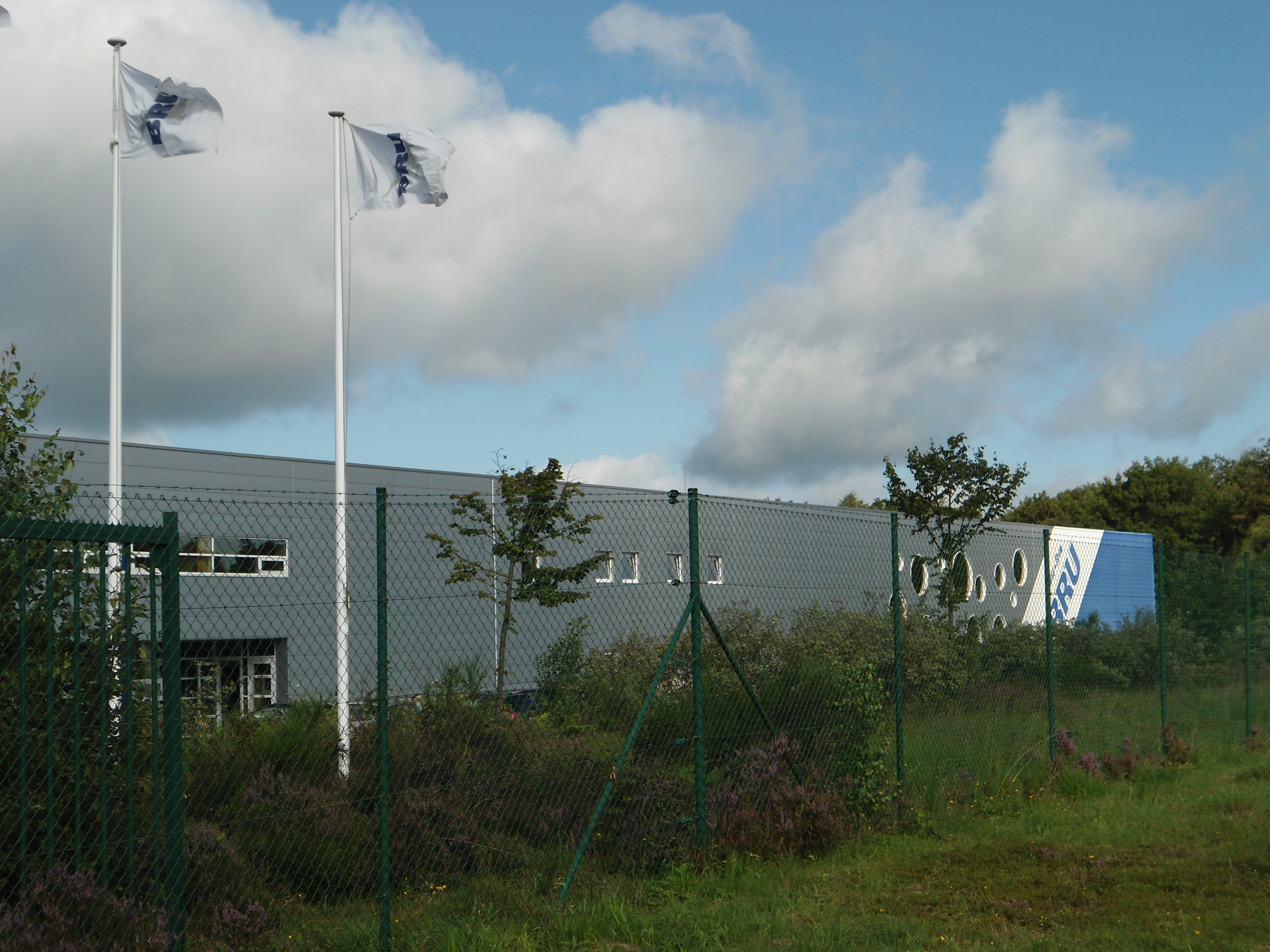
Usine de production de Bru, à Lorcé.

Les premières mentions des sources de Bru remontent à la Rome antique, dans des écrits de Pline l'Ancien notamment. L'eau est commercialement exploitée à partir du XVIe siècle par les moines de l’abbaye de Stavelot.
La production s'interrompt à la fin du XVIIIe siècle en raison de la Révolution française. La source ne fait à nouveau l'objet d'une exploitation que depuis 1903, et est rachetée en 1981 par le groupe Spadel.
Industriellement distribuée sous le nom de marque « Chevron » jusqu'alors, en référence au village près duquel est située la source, l'eau n'adopte son nom actuel que dans les années 1980 en raison de démêlés judiciaires avec le groupe américain Chevron.
Une nouvelle usine d'embouteillage est construite en 2001 à Lorcé et l'ancien site de production, situé à Stoumont, est détruit en 2006.

## Produits et chiffres
Il existe une Bru pétillante et une Bru non pétillante, conditionnées en bouteilles, aussi bien en PET qu'en verre, d'une contenance allant de 25 à 125 cl.
En 2003, la part de marché de Bru s'élève à 14,5 % alors que 40 millions de litres en sont produits au cours de l'année.

## Composition
Les caractéristiques de la composition de l'eau de Bru sont :
- 8 mg/l de sodium ;
- 1,5 mg/l de potassium ;
- 21 mg/l de calcium ;
- 19 mg/l de magnésium ;
- 4 mg/l de chlore ;
- 5 mg/l de sulfate ;
- > 0,2 mg/l de nitrate ;
- 180 mg/l de bicarbonate ;
- 19 mg/l de dioxyde de silicium ;
- 160 mg/l de résidu sec ;
- 4,4 g/l de dioxyde de carbone naturel.

## Source et production

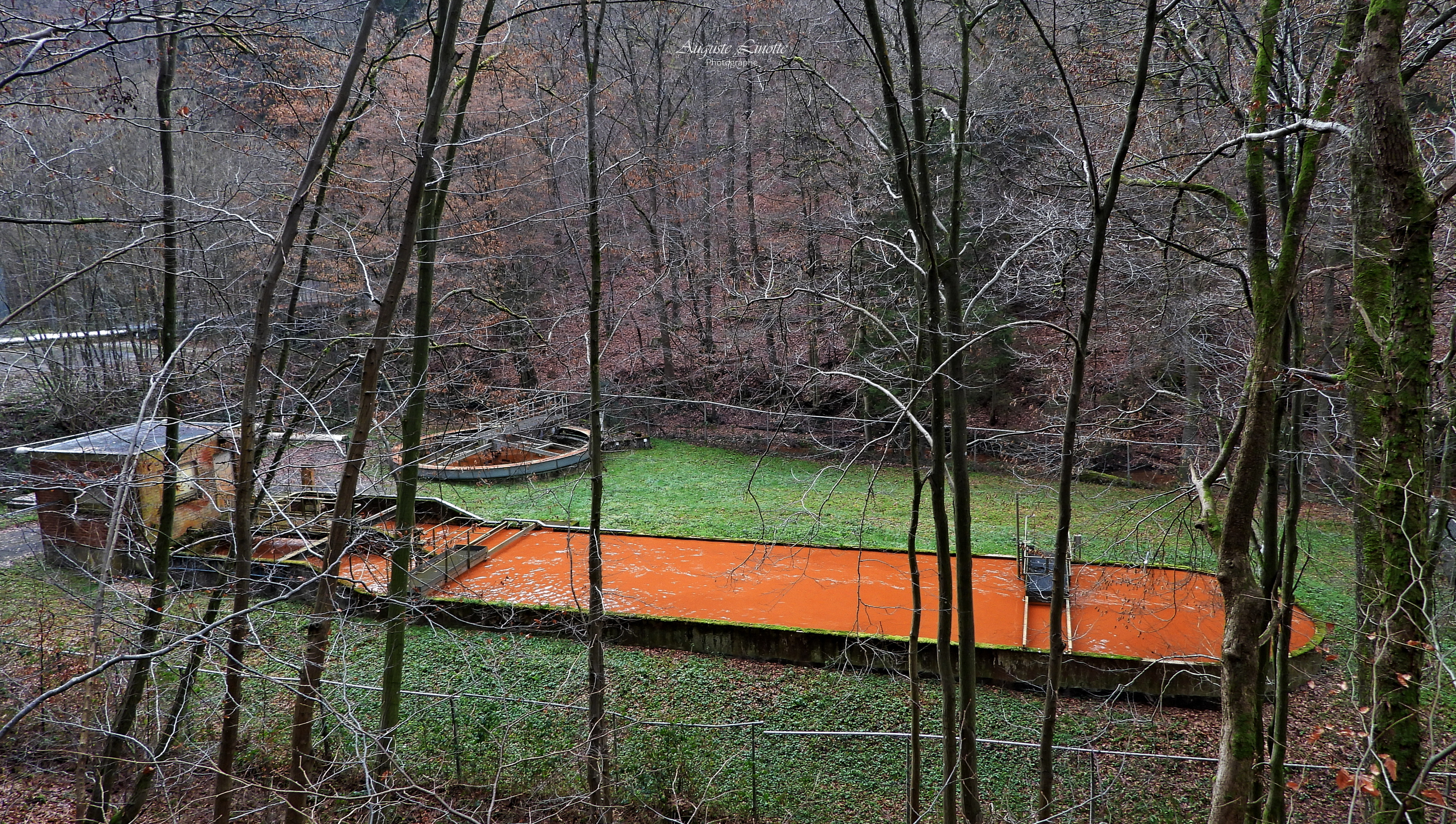
Bassin de décantation de l'eau ferrugineuse avant son traitement de potabilité.

La source de Bru se situe au milieu des forêts ardennaises dans la commune de Stoumont entre les villages de Lorcé, Chevron et Werbomont. Une zone de surveillance d’une superficie de 3 865 hectares autour de la source pour la protection des eaux minérales a été créée en 1934 et étendue à 4 250 hectares en 2012.
Durant son voyage au cœur des sous-sols rocheux de Stoumont d'une cinquantaine d'années, la Bru descend jusqu'à 600 mètres de profondeur pour entrer en contact avec les roches carbonatées avant de remonter à 50 mètres sous le sol par la pression de ce dernier. L'eau ainsi obtenue est extrêmement ferrugineuse et des dépôts rougeâtres sont présents : elle est donc séparée en usine de son gaz carbonique, ce qui permet de retirer le fer de l'eau avant de réintroduire le CO2 pour obtenir le produit final.